# Padahanten
Padahanten is een bestuurslaag in het regentschap Majalengka van de provincie West-Java, Indonesië. Padahanten telt 2672 inwoners (volkstelling 2010).